# Копулировка
Копулиро́вка (лат. copulo — соединяю) — способ прививки черенком, когда привой и подвой имеют одинаковую толщину. При копулировке делают одинаковые косые срезы на прививаемых компонентах и прикладывают их один к другому так, чтобы совпали соответствующие ткани растений.

## Преимущества
Выгода копулировки:
- совпадение соответствующих тканей привоя и подвоя — наиболее полное, отчего срастание происходит скорее и совершеннее;
- работа по производству самой копулировки легкая и быстрая;
- плодоношение начинается раньше, чем при других способах прививки.

## Способы копулировки
- Способы копулировки
- Простая копулировка (A — привой, B — подвой, C — сопривитые части)
- Копулировка в расщеп (A — привой, B — подвой, C — сопривитые части; b и c — расщепы)
- Копулировка седлом с расщепом (А1 — привой сбоку, А2 — привой спереди, B — подвой, C — сопривитые части; a — зарезка, c — расщеп)
- Копулировка седлом без расщепа (A — привой, B — подвой, C — сопривитые части; a — зарезка, c — седло)
- Копулировка двойным седлом (A — привой, B — подвой, C — сопривитые части)
- Боковая прививка сильных плодовых ветвей (А1 — привой спереди, А2 — привой сзади, B — подвой, C — сопривитые части)
- Прививка в вырез (A — привой, B — подвой, C — сопривитые части)

Выбрав для копулировки здоровый прошлогодний побег, его срезают в начале зимы на 2—3 глазка и сохраняют в прохладном сухом месте.
Копулировку применяют простую или косым срезом. Предпочтителен такой наклон среза, чтобы верхний глазок подвоя приходится против середины среза: притягивая во время прорастания питательный сок к месту среза, глазок способствует сращению сопривитых частей.
Гораздо удобнее накладывать и забинтовывать прививаемые части при копулировке в расщеп, отличающейся от простой копулировки тем, что на плоскости среза у привоя делают клинышек, а у подвоя — раскол, которые при накладывании входят один в другой. Помимо крепости, преимущество этой прививки заключается в большей плоскости соприкосновения, обусловливающей более скорое срастание.
Если подвой значительно шире черенка, прибегают к копулировке седлом, с расщепом и без расщепа (иначе — с зарезкой и без неё, с противоязычками и без них и т. п.). Эти способы наиболее пригодны для зимней прививки и для прививки в крону.
Копулировка двойным седлом отличается от копулировки седлом без расщепа только тем, что в нижней части плоскости среза делается особая зарезка, в которую входит соответственно заостренный с двух сторон клин черенка. К частному случаю копулировки седлом относят боковую прививку Гошэ для сильных ветве. Отличие боковой прививки от копулировки седлом отличается только по месту прививки: первая производится к любой части ствола или ветки, тогда как вторая — только к верхнему концу штамба подвоя. Благодаря этому черенок, прививаемый по способу копулировки седлом, служит будущим штамбом, тогда как черенок, привитый по способу боковой прививки, пополняет собой недостающие ветви для восстановления красоты дерева или для равномерного распределения питательных соков. Этот способ особенно часто применяется при формовой культуре, когда каждый пробел должен быть тотчас заполнен прививкой новой ветки.
Прививка в вырез также является копулировкой седлом, только простой косой срез заменяется двугранным вырезом, производимым или ножом, или гайсфусом («козлиной ножкой»).